# Saddlers
Saddlers ist ein Ort im Parish Saint John Capisterre, auf der Insel St. Kitts in St. Kitts und Nevis. Es ist mit Dieppe Bay Town einer der Hauptorte des Parish.

## Geographie
Der Ort liegt an der Nordküste von St. Kitts, zwischen Parson’s Ground im Westen und Tabernacle im Südosten. Die Island Main Road verbindet die Orte miteinander. Ortsteile sind Harris Village und Belle Vue. Im Gebiet von Belle Vue, südöstlich des Ortskernes, liegt auch die vulkanische Formation der Black Rocks.

## Geschichte
Das Territorium des Parish gehörte ursprünglich zu einem Teil zu Frankreich und zum anderen Teil zum British Empire. Als die Briten 1713 die Insel komplett übernahmen blieben beide Orte als „Hauptstädte“ bestehen.

## Persönlichkeiten
- Lanien Blanchette (* 1986), Sprecherin der Nationalversammlung